# Байдак, Николай Николаевич
Николай Николаевич Байдак (1867—1915) — русский военный  деятель, полковник  (1916). Герой Первой мировой войны.

## Биография
В 1884 году  после получения домашнего образования вступил в службу. В 1887 году после окончания Рижского пехотного юнкерского училища произведён подпоручики и выпущен в Казанский 64-й пехотный полк.
В 1891 году произведён в поручики и переведён в Отдельный корпус пограничной стражи. В 1895 году произведён в штабс-ротмистр, в 1899 году в ротмистры, командир Отряда пограничной стражи и бригадный адъютант. С 1901 года участник Китайского похода в составе отрядов Заамурского округа. С 1904 года подполковник, участник Русско-японской войны.
С 1914 года участник Первой мировой войны, командир батальона 6-го Заамурского пограничного пехотного полка, с 1915 года (старшинство с 1916 года) полковник этого полка, был ранен. Отличился в Заднепровском сражении на Юго-Западном фронте в мае 1915 года.
Высочайшим приказом от 2 июля 1915 года за храбрость награждён Орденом Святого Георгия 4-й степени :
За то, что состоя в рядах 6-го Заамурского пехотного полка, проявил храбрость и мужество в бою 30-го апреля 1915 года под д. Камионка-Вельке, где командуя 1-м батальоном, лично под пулемётным, ружейным и артиллерийским огнём противника, двинул свой батальон в штыки и безостановочным, молниеносным наступлением, смёл 3 линии обороны противника, усиленные проволочные заграждениями, а затем атаковал гаубичную батарею противника, которая и была взята его батальоном
В этом бою получил ранение с контузией и упал у линии проволочных заграждений под сильным огнём. Без команды вынесен из-под огня группой солдат своего батальона, причём один из них погиб при спасении своего командира (все участники спасения Н. Н. Байдака были награждены Георгиевскими крестами). После госпиталя вернулся в свой батальон, но на этот раз командовать им пришлось всего несколько дней — геройски погиб в бою 2 июля 1915 года у деревне Ивания. Уже получив ранение, остался на наблюдательном пункте и продолжал руководить боем, пока не был убит наповал.

## Награды
- Орден Святого Станислава 3-й степени  (1899)
- Орден Святой Анны 3-й степени (1905)
- Орден Святого Станислава 2-й степени с мечами (1905)
- Орден Святой Анны 2-й степени  (1908)
- Орден Святого Владимира 4-й степени с мечами и бантом (1914; ВП 04.12.1915)
- Орден Святого Георгия 4-й степени (ВП 30.12.1915)